# شینسوکه آشیدا
شینسوکه آشیدا (به ژاپنی: 芦田伸介 Ashida Shinsuke)؛(۱۴ مارس ۱۹۱۴ – ۱۰ ژانویهٔ ۱۹۹۹) یک هنرپیشه اهل ژاپن بود.
از فیلم‌ها یا برنامه‌های تلویزیونی که وی در آن نقش داشته است می‌توان به زن مالیات، سامورایی شوگون، مرگ استاد مراسم چای، روزهای کودکی اشاره کرد.